# PDFreaders.org
PDFreaders.org è una campagna promossa dalla Free Software Foundation Europe rivolta a promuovere quei programmi per leggere e scrivere documenti PDF (Portable Document Format) come software libero ed a promuovere le versioni del PDF pubblicate come standard aperti.
Esistono molte versioni diverse di Portable Document Format: alcune si qualificano come standard aperto, altre sono certificate dall'ISO, altre ancora sono gravate da brevetti software.

## Lettori liberi
La seguente tabella di lettori PDF è indipendente da una specifica azienda. Tutti questi sono software libero, e quindi rispettano le quattro basilari libertà di usare, studiare, ridistribuire e migliorare il software.
| Lettore     | Windows | Mac OS X | Linux | Sito web                                                |
| ----------- | ------- | -------- | ----- | ------------------------------------------------------- |
| BePDF       | No      | No       | Sì    | sito                                                    |
| ePDFView    | No      | No       | Sì    | sito                                                    |
| Evince      | Sì      | No       | Sì    | sito                                                    |
| gv          | No      | Sì       | Sì    | sito                                                    |
| KPDF        | No      | No       | Sì    | sito                                                    |
| MuPDF       | Sì      | No       | Sì    | sito                                                    |
| Okular      | Sì      | Sì       | Sì    | sito                                                    |
| Sumatra PDF | Sì      | No       | No    | sito Archiviato il 4 febbraio 2012 in Internet Archive. |
| Vindaloo    | No      | Sì       | No    | sito                                                    |
| Xpdf        | No      | Sì       | Sì    | sito                                                    |
| Zathura     | No      | No       | Sì    | sito                                                    |
| Ghostscript | No      | No       | Sì    | sito                                                    |

Infine, l'unica risorsa web consigliata, indipendente dal sistema operativo, è psview.